# Макташы (Ордабасинский район)
Макташы (каз. Мақташы, до 1999 г. — Пахташы) — село в Ордабасинском районе Туркестанской области Казахстана. Входит в состав Карааспанского сельского округа. Код КАТО — 514643800.

## Население
В 1999 году население села составляло 848 человек (437 мужчин и 411 женщин). По данным переписи 2009 года, в селе проживали 852 человека (447 мужчин и 405 женщин).